# Bombardeio de Bucareste na Segunda Guerra Mundial
Os Bombardeamentos de Bucareste na Segunda Guerra Mundial foram, em sua maior parte, realizados pelos Aliados contra alvos ferroviários e também relacionados à campanha do petróleo; porém, também houve um bombardeio executado pela Alemanha Nazista após o golpe de Estado de 1944. Bucareste armazenava e distribuía grande parte dos produtos de petróleo refinados de Ploiești.

A primeira operação consistiu em uma sequência de 17 bombardeios aéreos, iniciada em 4 de abril de 1944. Esses bombardeios foram realizados ao longo de cerca de 4 meses pela Força Aérea do Exército dos Estados Unidos e pela Força Aérea Real Britânica, com aproximadamente 3 640 bombardeiros de diferentes tipos, escoltados por cerca de 1 830 caças. Como dano colateral, 5 524 habitantes morreram, 3 373 ficaram feridos e 47 974 ficaram desabrigados. A segunda operação foi realizada pela alemã Luftwaffe como retaliação pelo fato de o Reino da Romênia ter mudado de lado (imediatamente após a queda do regime fascista liderado por Ion Antonescu), ocorrendo de 23 a 26 de agosto de 1944.

## Investidas
| Data            | Alvo/Assunto                                     | |
| --------------- | ------------------------------------------------ | --- |
| 1944-04-04      | Alvos ferroviários                               | 93 B-17 e 220 B-24 da 15.ª Força Aérea dos EUA, escoltados por 119 P-38, seguindo a rota de sempre passando por Turnu Severin, através dos Cárpatos Meridionais e chegando a Târgoviște e Snagov, atacaram às 13h45. Quinze minutos antes do ataque, a população de Bucareste recebeu o alerta de ataque aéreo, mas muitos ignoraram, pensando ser apenas outro ensaio. Quando o bombardeio começou, a maioria das pessoas estava exposta, resultando em numerosas vítimas por exposição, choque e asfixia. O alvo principal foi o pátio de manobras da Gara de Nord (os trilhos foram destruídos). Devido ao clima quente e aos ventos fortes, as bombas foram desviadas para Calea Griviței e Giulești, atingindo fortemente a região oeste/noroeste de Bucareste, destruindo centenas de prédios e deixando mais de 5 000 mortos ou feridos. Bombas caíram sobre a Calea Victoriei, sobre o Hotel Splendid e o Athénée Palace; também atingiram a Missão Militar Alemã; e, próximo à Catedral de São José (destruindo seus vitrais); bem como Cotroceni, arrancando álamos do Jardim Botânico. Um abrigo antiaéreo também foi destruído. Perdas da USAAF: dez B-24 abatidos pela aviação inimiga (a artilharia antiaérea foi leve e imprecisa sobre o alvo) e 13 B-24 danificados que retornaram. O 449.º Grupo de Bombardeio perdeu sete B-24: do 717.º Esquadrão foram Reluctant Liz, Miasis Dragon, e do 719.º Esquadrão, Consolidated Mess, Dixie Belle, Paper Doll #42-7691, Born to Lose, e o B-24 #41-28655. O 376.º, 454.º e 459.º Grupos de Bombardeio perderam um B-24 cada. Alegações de vitórias pela USAAF sobre aeronaves inimigas destruídas/prováveis/danificadas: 32/6/5 Bf 109, 6/5/1 Fw 190, 1/0/0 Me 210 e 0/2/0 Ju 88. A Luftwaffe e a Força Aérea Real Romena (ARR) registraram as seguintes perdas: 1 IAR 80 (ARR), 2 Bf 110 (ARR), 5 Bf 109 (Luftwaffe). |
| 1944-04-15      | Alvos ferroviários                               | 257 B-24 escoltados por 149 P-38 e 38 P-47. Primeiro uso em grande escala do radar PFF pela 15.ª Força Aérea. Os B-24 do 461.º Grupo de Bombardeio tiveram como alvo o ro em Bucareste. Cerca de 9/10 de cobertura de nuvens sobre o alvo impediu que as tripulações observassem o resultado do bombardeio. Os registros oficiais não listam os danos. Outras fontes relatam que a Universidade de Bucareste foi danificada e o prédio adjacente da Cartea Românească foi destruído no ataque.:190 Perdas da USAAF: quatro P-38 (do 14.º Grupo de Caças), quatro B-24 (três do 460.º Grupo de Bombardeio e um do 451.º Grupo de Bombardeio que caiu na Turquia). |
| 1944-04-21      | Alvos ferroviários                               | 91 B-24 não escoltados da 15.ª Força Aérea bombardearam os pátios de manobras em Bucareste. Não foi possível observar resultados devido ao clima. O fogo antiaéreo foi intenso e preciso. Perdas da USAAF: oito B-24 (quatro do 455.º Grupo de Bombardeio e dois cada do 454.º e 456.º Grupos). |
| 1944-04-24      | Alvos ferroviários                               | 207 B-24 da 15.ª Força Aérea, escoltados por 48 P-38, bombardearam os pátios de manobras de Bucareste. Os bombardeiros danificaram prédios de reparos, uma rotunda, trilhos e pontos de estrangulamento. Algumas bombas também caíram na cidade. Perdas da USAAF: dois B-24 (do 451.º e 461.º Grupo de Bombardeio). |
| 1944-05-07      | Alvos ferroviários                               | 157 B-17 e 272 B-24, escoltados por 163 P-38 e 36 P-51, bombardearam os pátios de manobras de Grivița e Chitila. O 449.º e o 450.º, assim como a maioria do 459.º Grupo de Bombardeio, retornaram sem bombardear. Em Grivița, um depósito de locomotivas, armazéns, oficinas e um tanque de combustível foram danificados; em Chitila, vagões de carga foram destruídos. Algumas bombas também caíram na cidade. Perdas da USAAF: um B-17 do 97.º Grupo e três B-24 (dois do 454.º e um do 98.º Grupo). |
| 1944-05-07/08   | Alvos industriais e ferroviários                 | Grupo 205 conduziu um ataque noturno a alvos industriais e pátios ferroviários a noroeste de Bucareste. Foram lançadas 76,2 toneladas de bombas nos principais pátios ferroviários e em quarteles militares. Quatro bombardeiros foram perdidos: dois Wellington do 40.º Esquadrão, um do 150.º Esquadrão e um do 70.º Esquadrão. |
| 1944-06-10      | Refinaria de petróleo Româno-Americană, Ploiești | Operação com caças P-38 dos EUA. O uso de P-38 ocorreu pela hipótese de que um ataque em mergulho a baixa altitude poderia ser mais efetivo do que o bombardeio de grande altitude (Tidal Wave), em que os alvos eram obscurecidos por telas de fumaça defensivas. O ataque foi realizado por três esquadrões do 82.º Grupo de Caças (95.º, 96.º, 97.º) com cobertura de três esquadrões do 1.º Grupo de Caças (também de P-38) (27.º, 71.º, 94.º). A missão partiu de aeródromos em Foggia, na Itália, contra a Refinaria Româno-Americană em Ploiești. Os P-38 de ataque carregaram uma bomba de 1 000 libras sob uma das fuselagens e um tanque de longo alcance sob a outra. O 71.º Esquadrão também atacou o aeródromo de Popești-Leordeni, ao sul de Bucareste. O resultado foi descrito como "uma contribuição incremental para as missões de bombardeio anteriores." Perdas da USAAF: o 1.º Grupo de Caças perdeu 14 P-38, e o 82.º perdeu 9 — representando 30% de perdas, equivalente à taxa da Tidal Wave (mas com menos baixas humanas devido às aeronaves monoposto, em contraste com bombardeiros pesados). |
| 1944-06-28      | Refinarias de petróleo                           | Os Grupos de Bombardeio 464.º e 465.º bombardearam a refinaria de Prahova (44°27'00"N / 26°08'40"E) e o 460.º e 485.º bombardearam a refinaria Titan-Malaxa (44°26'10"N / 26°11'13"E). Perdas da USAAF: três B-24 (do 485.º). |
| 1944-07-02/03   | Refinarias de petróleo                           | O Grupo 205 realizou ataque à Refinaria de Prahova com 31 Wellington, 9 Liberator e 8 Halifax. Dois Wellington do 40.º Esquadrão e um Liberator do 31.º Esquadrão SAAF foram abatidos. |
| 1944-07-03      | Refinarias de petróleo                           | O depósito de óleo em Mogoșoaia, a Refinaria de Prahova e a Refinaria Titan foram atacados por B-24. As bombas erraram a refinaria Titan e atingiram uma fábrica de tijolos próxima. Treze bombardeiros do 461.º deram meia-volta e bombardearam o dique ferroviário do Portões de Ferro em Turnu Severin. Perdas da USAAF: dois B-24 (do 451.º e 461.º Grupo). |
| 1944-07-27/28   | Refinarias de petróleo                           | 90 aeronaves atacaram em duas ondas; apenas 50 Wellington atingiram o alvo principal (Refinaria de Prahova) devido ao clima. O prédio do Banco Nacional, o Aeroporto de Băneasa e outras construções foram danificados. Ao menos um Wellington do 150.º Esquadrão foi abatido. |
| 1944-07-31      | Refinarias de petróleo                           | Duas refinarias em Bucareste, uma em Doicești e um depósito de petróleo em Târgoviște foram bombardeados. Vinte B-24 atingiram a refinaria Creditul Minier. Perdas da USAAF: quatro P-51 (dois do 52.º, um do 31.º e um do 325.º Grupo de Caças), dois B-24 (do 451.º e do 376.º). |
| 1944-08-06      | Alvos ferroviários, aeródromos                   | 60 caças partindo de bases da Operação Frantic na União Soviética atacaram o pátio de manobras em Craiova e outros alvos ferroviários na área Bucareste–Ploiești, alegando ter abatido um He 111 e diversas locomotivas. Os caças pousaram em bases na Itália. |
| 1944-08-17/18   | Refinarias de petróleo                           | O Grupo 205 atacou refinarias de petróleo com 63 Wellington dos Wings 231, 236 e 330; 9 Liberator do 2.º Wing da SAAF; 6 Halifax do 614.º Esquadrão. O objetivo era destruir as refinarias ainda intactas. Originalmente, o ataque miraria a Refinaria Standard Oil, mas esta fora bem-sucedidamente atacada pelos americanos naquele dia, de modo que, às 16h, o alvo foi mudado para a refinaria Xenia. As defesas antiaéreas foram muito intensas, assim como o uso de fumaça, não permitindo que nenhum bombardeiro localizasse o alvo com precisão. As aeronaves foram atacadas por Ju 88 e Bf 109. Foram lançadas 86 toneladas de bombas, mas o ataque foi considerado malsucedido. Vinte e duas aeronaves retornaram às bases por falhas mecânicas, 3 fizeram pousos de emergência no caminho e 3 foram dadas como desaparecidas. |
| 1944-08-24 & 25 | Vários alvos                                     | A Luftwaffe, com bombardeiros He 111, Ju 87 e Bf 110 escoltados por caças Bf 109, partindo de Otopeni e Băneasa, atacou Bucareste de 24 a 26 de agosto, tanto de dia como à noite. O Teatro Nacional de Bucareste e muitos edifícios do centro foram destruídos, enquanto o Palácio Real de Bucareste, o Palácio da Vitória e o Ateneu Romeno sofreram danos severos.:212 A Força Aérea Real Romena alegou ter abatido 45 aeronaves alemãs (22 pelos caças e 23 pela artilharia antiaérea), incluindo três Me 323 Gigant e quatro Ju 52 transportando forças especiais Brandenburger. Outras cinco aeronaves foram destruídas no solo. A ARR perdeu quatro aeronaves em combate aéreo (incluindo um incidente de fogo amigo) e outras 30 em solo. |
| 1944-08-26      | Otopeni, Băneasa                                 | 228 B-24 da 15.ª Força Aérea, escoltados por 151 P-51, atacaram as bases da Luftwaffe nos aeroportos de Otopeni e Băneasa, bem como as posições alemãs na Floresta de Băneasa. Os alemães sofreram pesadas baixas e os ataques da Luftwaffe contra Bucareste cessaram. O 4.º Batalhão de Paraquedistas romeno também perdeu metade de uma companhia no bombardeio próximo a Băneasa devido à imprecisão e à fraca coordenação. Os hangares, oficinas e alojamentos de Băneasa foram danificados, e 15 aeronaves foram dadas como destruídas no solo. Otopeni sofreu danos em ambas as pistas, prédios administrativos, alojamentos, bem como em um hangar, com 6 aeronaves destruídas no solo. Perdas da USAAF: três B-24 (dois do 455.º e um do 461.º) e um P-51 do 332.º Grupo de Caças. |

## Galeria
Bombardeio de Bucareste
- Bombardeio do pátio de manobras da Gara de Nord, abril de 1944.
- Ataque aéreo em 7 de maio de 1944 aos pátios de manobras de Bucareste, realizado pelo 98.º Grupo de Bombardeio.
- Formação de B-24 em missão a Bucareste em 1944. Note o bombardeiro danificado com o motor fumegante.
- Bombas lançadas pelo 456.º Grupo de Bombardeio sobre os pátios em Bucareste, 24 de abril de 1944.
- B-24 Liberator bombardeando o aeroporto de Otopeni, ocupado pelos alemães, em 26 de agosto de 1944.
- O Ateneu Romeno danificado após os ataques aéreos alemães de 24–26 de agosto de 1944.